# Cimetière ancien de Gournay-sur-Marne
Le cimetière ancien de Gournay est l'un des deux cimetières municipaux de Gournay-sur-Marne (Seine-Saint-Denis), l'autre étant le cimetière nouveau.

## Histoire et description

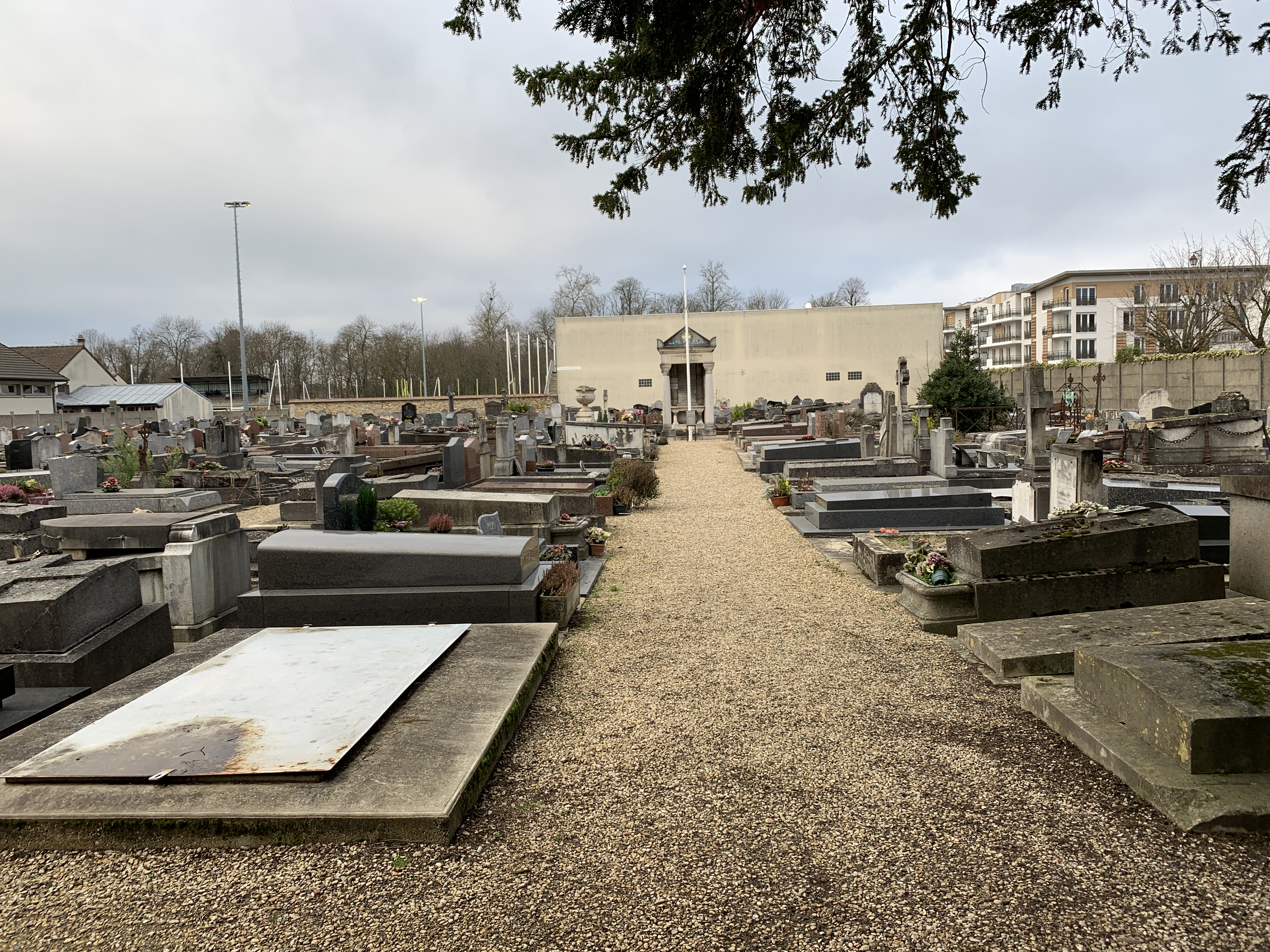
Allée centrale du cimetière.

Ce petit cimetière rectangulaire et bien entretenu a été ouvert en 1927 sur un terrain offert par Mme Gomel, bienfaitrice de la commune. Il ne présente pas de tombes ayant un intérêt artistique. Il est dessiné selon des allées à angle droit et ne possède aucun arbre, sauf un grand conifère à l'entrée. Ses tombes reflètent le passé ouvrier de la commune. Il possède un monument aux morts en forme de temple antique.

## Personnalités inhumées
- Jean-Claude Bouttier (1944-2019), boxeur[1]
- Maurice Monnot (1869-1937), peintre

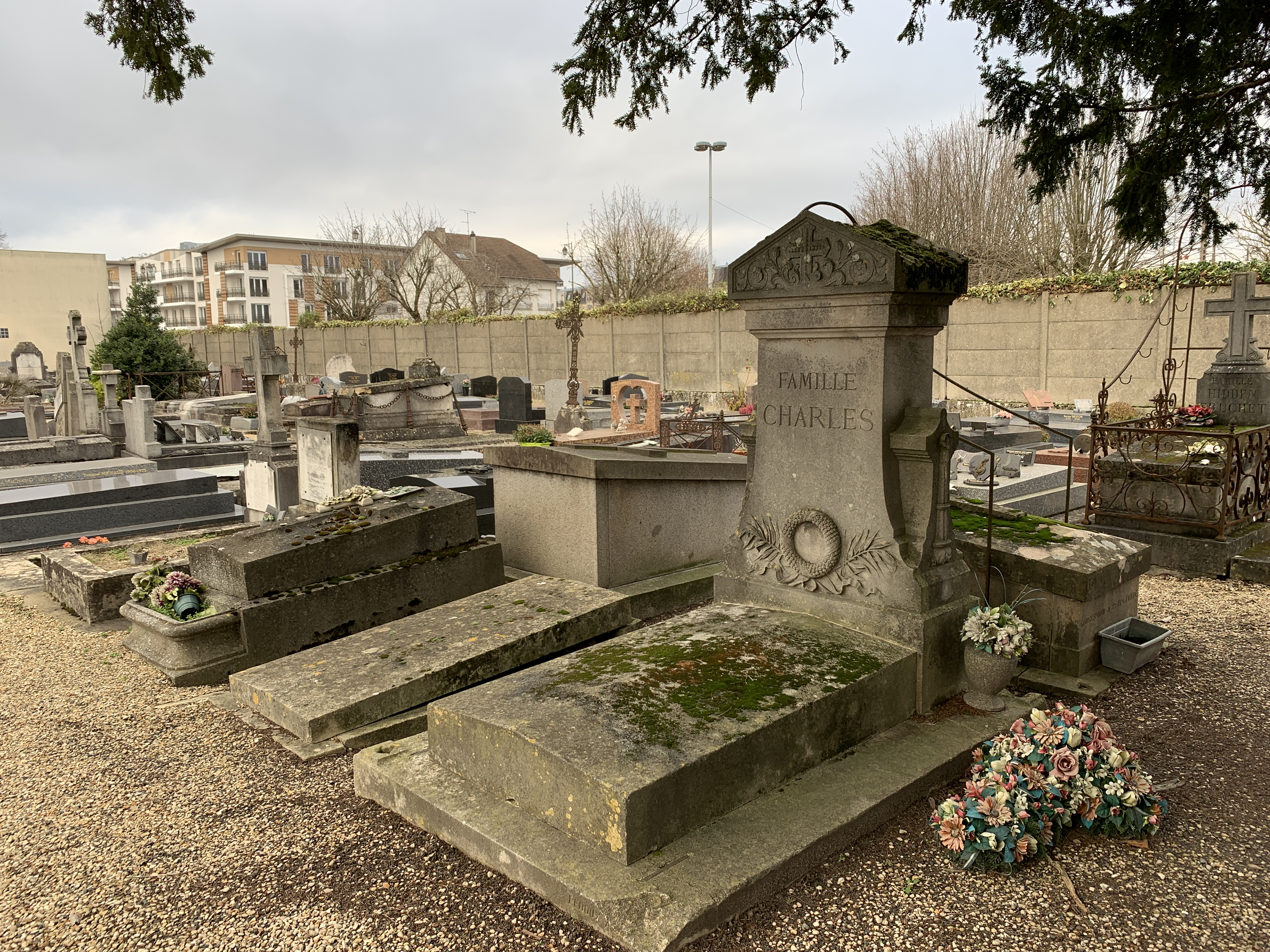
Vue du cimetière.
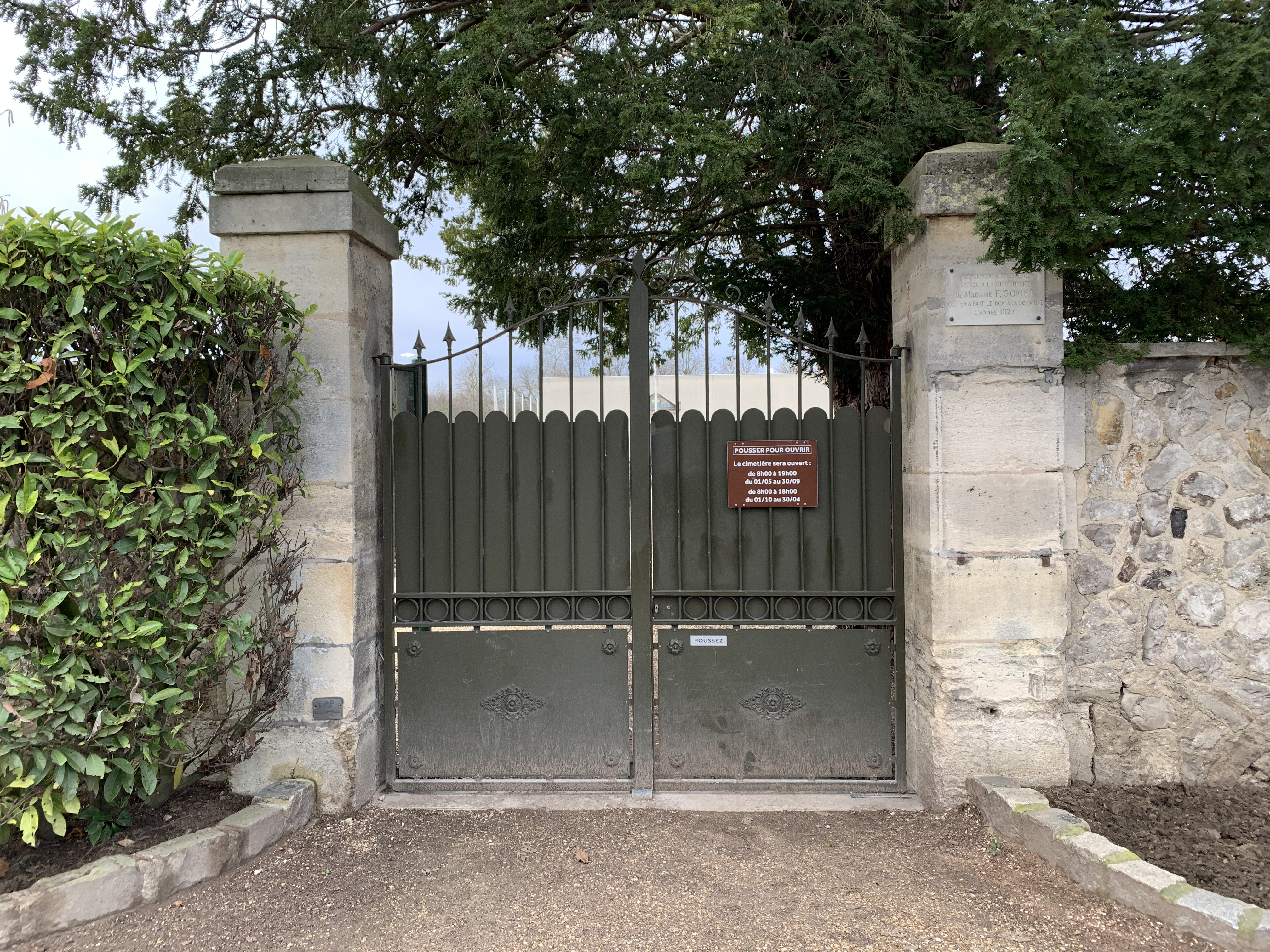
Portail du cimetière.